# Kellupura, Nanjangud
Kellupura là một làng thuộc tehsil Nanjangud, huyện Mysore, bang Karnataka, Ấn Độ.